# Can't Believe It
Can't Believe It is een nummer van de Amerikaanse rappers Flo Rida en Pitbull uit 2013. Het nummer bevat een sample van het nummer Infinity van het Britse duo Infinity Ink.
"Can't Believe It" werd in Oceanië en een aantal Europese landen een bescheiden hit, en had het meeste succes in het Duitse taalgebied. In Nederland haalde het echter de 9e positie in de Tipparade, en in Vlaanderen haalde het de 20e positie in de Tipparade.